# Transbordador espacial
El transbordador espacial, oficialment denominat «Space Transportation System» (STS o Sistema de Transport Espacial), va ser un sistema de naus espacials orbitals baixes retirat, parcialment reutilitzable, operat des del 1981 fins al 2011 per la National Aeronautics and Space Administration (NASA) dels EUA com a part del programa del transbordador espacial. El seu nom oficial del programa era Space Transportation System (STS), extret d'un pla de 1969 per a un sistema de naus espacials reutilitzables on era l'únic element finançat per al desenvolupament.
El primer (STS-1) de quatre vols de prova orbital es va fer el 1981, i va donar lloc a vols operatius (STS-5) a partir del 1982. Es van construir i fer volar cinc vehicles orbitadors de transbordador espacial complets en un total de 135 missions des del 1981 fins al 2011. Es van llançar des del Centre Espacial Kennedy (KSC) de Florida. Les missions operatives van llançar nombrosos satèl·lits, sondes interplanetàries i el telescopi espacial Hubble (HST), van fer experiments científics en òrbita, van participar en el programa Shuttle- Mir amb Rússia i van participar en la construcció i el servei de l'Estació Espacial Internacional (EEI). El temps total de la missió de la flota del transbordador espacial va ser de 1.323 dies.
Els components del transbordador espacial inclouen el vehicle orbitador (OV) amb tres motors principals Rocketdyne RS-25 agrupats, un parell de propulsors de coets sòlids recuperables (SRB) i el tanc extern prescindible (ET) que conté hidrogen líquid i oxigen líquid. El transbordador espacial es va llançar verticalment, com un coet convencional, amb els dos SRB funcionant en paral·lel amb els tres motors principals de l'orbitador, que eren alimentats des de l'ET. Els SRB van ser llançats abans que el vehicle arribés a l'òrbita, mentre els motors principals van continuar funcionant, i l'ET va ser llançat després de l'aturada del motor principal i just abans de la inserció de l'òrbita, que utilitzava els dos motors del sistema de maniobra orbital (OMS) de l'orbitador. En acabar la missió, l'orbitador va disparar el seu OMS per desorbitar i tornar a entrar a l'atmosfera. L'orbitador estava protegit durant la reentrada pel seu sistema de protecció tèrmica, i va planejar com un avió espacial cap a l'aterratge d'una pista, en direcció cap a la instal·lació d'aterratge de la llançadora a KSC, Florida, o al llac Rogers Dry a la base de la força aèria Edwards, Califòrnia. Si l'aterratge es va produir a Edwards, l'orbitador va tornar a volar al KSC a sobre del Shuttle Carrier Aircraft (SCA), un Boeing 747 especialment modificat dissenyat per portar el transbordador per sobre.
El primer orbitador, Enterprise, es va construir el 1976 i es va utilitzar en proves d'aproximació i aterratge (ALT), però no tenia cap capacitat orbital. Es van construir inicialment quatre orbitadors totalment operatius: Columbia, Challenger, Discovery i Atlantis. D'aquests, dos es van perdre en els accidents de les missions Challenger el 1986 i Columbia el 2003, amb un total de 14 astronautes morts. Un cinquè orbitador operatiu (n'hi van haver sis en total), Endeavour, es va construir el 1991 per substituir el Challenger. Els tres vehicles operatius supervivents es van retirar del servei després de l'últim vol, i l'Atlantis el 21 de juliol de 2011. Els Estats Units van confiar en la nau espacial russa Soiuz per transportar astronautes a l'EEI des de l'últim vol de la llançadora fins al llançament de la missió Crew Dragon Demo-2 el maig de 2020.

## Precedents

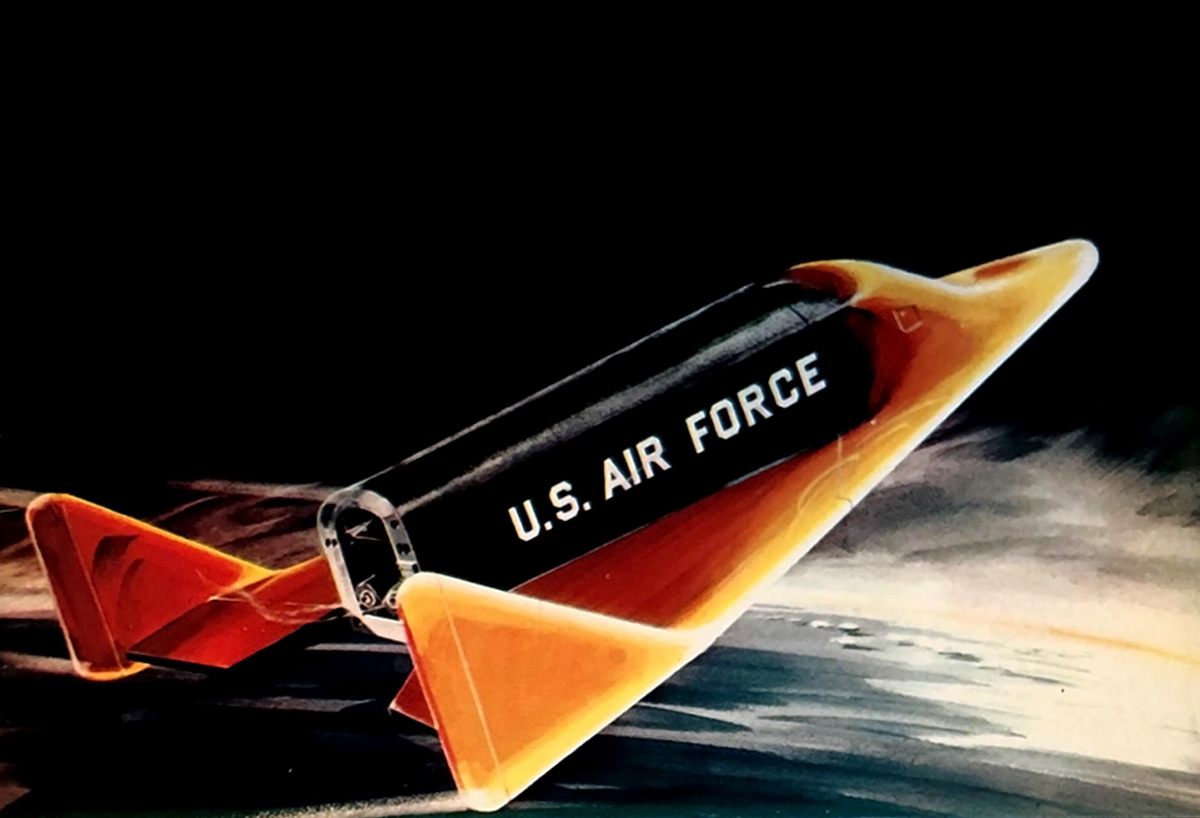
L'«X-20 Dyna-Soar» (concepte de la NASA).

Encara que el disseny i la construcció del transbordador espacial es va iniciar en la dècada del 1970, de fet la conceptualització va començar dues dècades abans, fins i tot abans del programa Apollo de la dècada del 1960. La idea conceptual d'un vehicle espacial tornant des de l'espai en un aterratge horitzontal comença dins de la National Advisory Committee for Aeronautics (NACA), el 1954, sota la forma d'un experiment de recerca aeronàutica més tard anomenat de «X-15». La proposta de la NACA va ser presentada per Walter Dornberger.
El 1957, el concepte X-15 es va desenvolupar en una altra proposta d'avió espacial de la sèrie X, anomenat «X-20», que mai va ser construït. Neil Armstrong va ser seleccionat per pilotar tant el X-15 com el X-20.
Encara que el X-20 mai es va construir, un altre disseny d'avió espacial de funció similar al X-20 va ser construït diversos anys després i va ser lliurat a la NASA el gener de 1966. Se li va anomenar l'«HL-10».«HL» (Horizontal Landing) designava la seva capacitat d'aterratge horitzontal després de retornar de l'espai.
A mitjans de la dècada de 1960 la Força Aèria dels EUA va dur a terme una sèrie d'estudis classificats en els sistemes de transport espacial de pròxima generació i va concloure que els dissenys semireutilitzables eren la millor opció basat en el cost total. Es va proposar un programa de desenvolupament amb inici immediat en un vehicle Classe I basat en impulsors consumibles, seguit d'un desenvolupament més lent d'una classe II de disseny semireutilitzable, i potser per una classe III de disseny totalment reutilitzable en un futur llunyà. L'any 1967 George Mueller va realitzar un simposi d'un dia a la seu de la NASA per estudiar les opcions. Vuitanta persones van assistir i van presentar una àmplia varietat de dissenys possibles, inclosos els anteriors dissenys de la Força Aèria com el «Dyna-Soar» (X-20).
El 1968 la NASA oficialment va començar a treballar en el que es coneixia llavors com l'«Integrated Launch and Re-entry Vehicle» (ILRV). Al mateix temps, una competència separada per al «Motor Principal del Transbordador Espacial» (SSME), es va dur a terme. Les oficines de la NASA a Houston i Huntsville van publicar conjuntament una Petició per proposta (RFP) per als estudis d'ILRV, demanant idees per a una nau espacial que podria transportar una càrrega útil en òrbita, però també tornar a entrar a l'atmosfera i amb seguretat volar de tornada a la Terra. Inclòs en es propostes ha estat un disseny de dos trams, presentant un impulsor gran i un petit orbitador, anomenat el «DC-3».
El 1969 el president Nixon va decidir seguir endavant amb el desenvolupament del transbordador espacial.
L'agost de 1973, l'X-24B va demostrar que un avió espacial sense motor podria reingressar a l'atmosfera de la Terra des de l'espai per un retorn segur amb aterratge horitzontal.

## Història
El primer orbitador experimental va ser lliurat per als vols de prova el 1976, i el primer llançament va tenir lloc el 12 d'abril de 1981, amb el Columbia i el STS-1, el primer vol orbital d'un transbordador.
El programa del transbordador espacial va acabar amb la seva última missió, STS-135, volat pel Atlantis, el juliol de 2011, retirant-se definitivament l'última llançadora de la flota. El programa del transbordador espacial va acabar formalment el 31 d'agost de 2011.
En 17 de novembre de 2020 la SpaceX Crew-1, que s'havia enlairat el dia anterior, es va acoblar a l'EEI, sent el primer llançament d'aquest tipus realitzat per una empresa privada i marcant el retorn de la capacitat dels Estats Units d'enviar astronautes a l'espai després de la retirada del programa transbordador espacial en 2011.

## Descripció

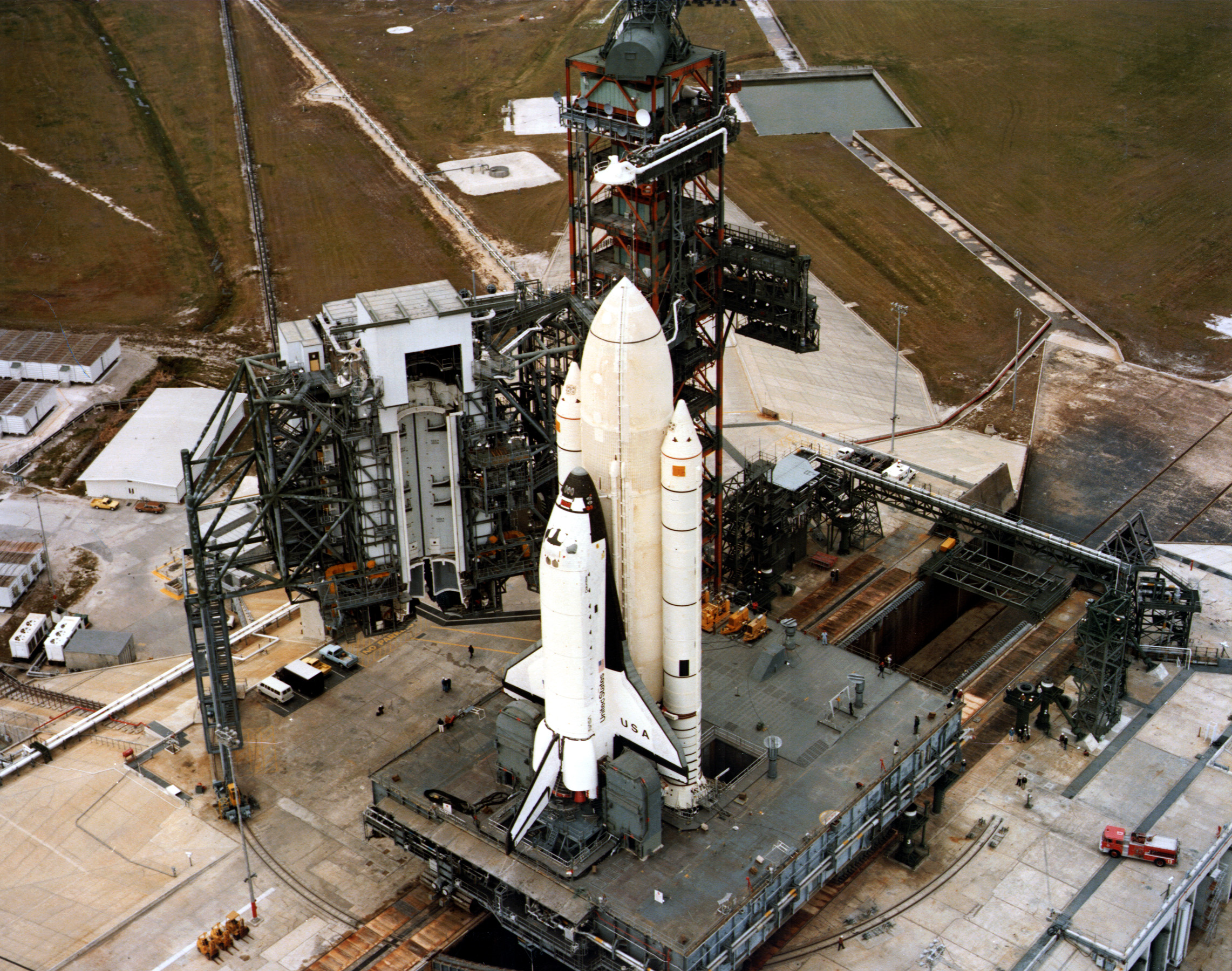
STS-1 a la plataforma de llançament (1981).

El transbordador espacial va ser el primer vehicle espacial orbital dissenyat per a la seva reutilització. Va traslladar diferents càrregues útils a l'òrbita terrestre baixa, proporciona la rotació de la tripulació per a l'Estació Espacial Internacional (ISS), i realitza missions de servei. L'orbitador també pot recuperar satèl·lits i altres càrregues útils des d'òrbita i tornar a la Terra. Cada transbordador va ser dissenyat per a una vida útil projectada de 100 llançaments o deu anys de vida útil, encara que això més tard va ser estès.
La persona encarregada de dissenyar el STS va ser Maxime Faget, qui havia supervisat també els dissenys dels vehicles espacials Mercuri, Gemini i Apollo. El factor crucial en la grandària i forma de l'orbitador del transbordador va ser el requisit que sigui capaç d'acomodar els satèl·lits comercials i classificats més grans, i tenir una capacitat de recuperació que va satisfer els requisits per a missions classificades de l'USAF, sent capaç d'entrar a una òrbita polar a partir d'un llançament avortat. Factors que van intervenir en l'opció per als coets sòlids i un tanc de combustible descartable incloïen el desig del Pentàgon per obtenir un vehicle de càrrega de gran capacitat per al desplegament de satèl·lits, i el desig de l'administració Nixon de reduir els costos de l'exploració espacial mitjançant el desenvolupament d'un vehicle espacial amb components reutilitzables.

## Retirada i exposició
Els transbordadors espacials supervivents estan en exposició, l'Atlantis al the Kennedy Space Center Visitor Complex, Discovery a l'Udvar-Hazy Center, Endeavour al California Science Center, i Enterprise a l'Intrepid Sea-Air-Space Museum.

## Cultura popular

### Música
Transbordador espacial és el nom donat a una música gravada el 2010 pel grup pop barceloní «Fred i Son». La banda també ha gravat una cançó instrumental (Comandant Collins) en homenatge a Eileen Collins, la primera dona comandant d'un transbordador.

### Videojocs
En els simuladors de vol existeixen una o més variants del transbordador espacial, com el simulador de vol de codi obert FlightGear, així com en el sector comercial.

## Vegeu també

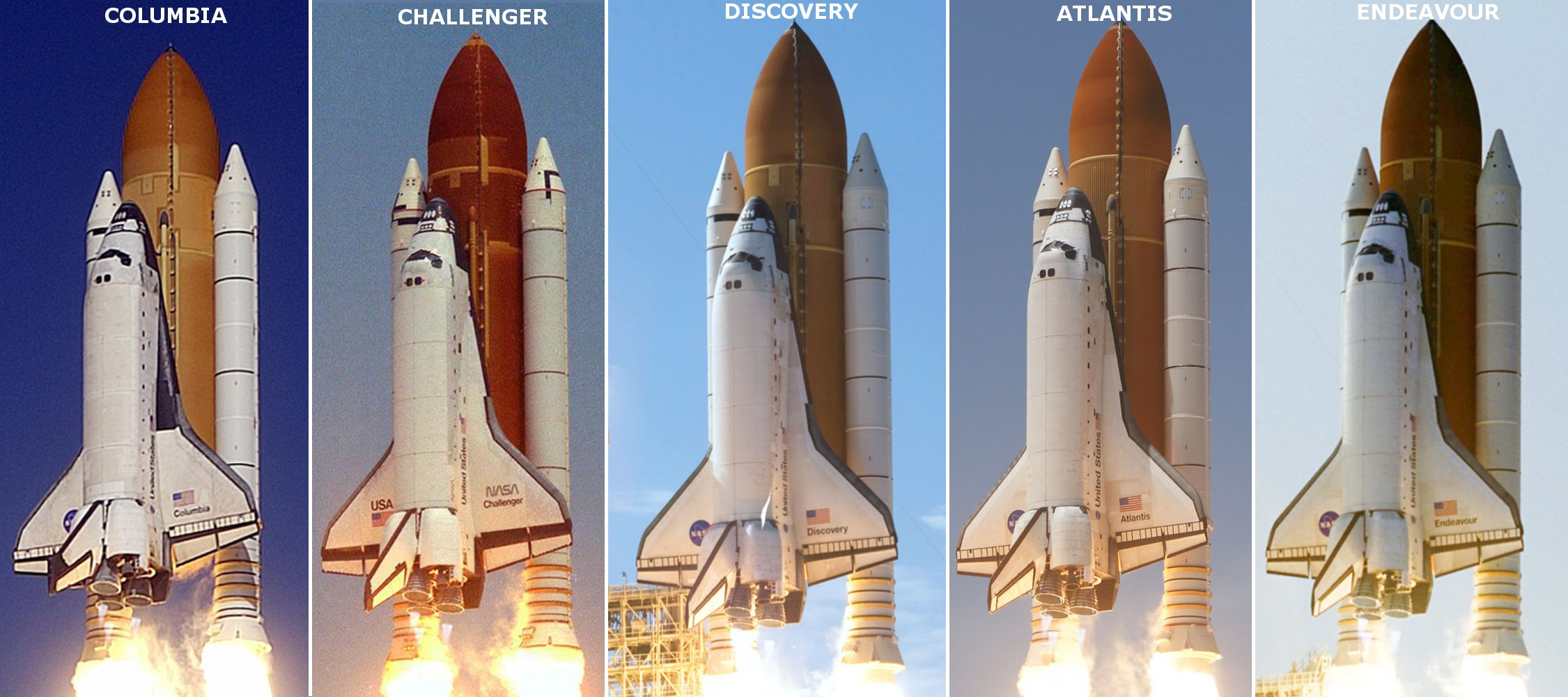
Transbordadors de la NASA.